# Hotchkiss Mle 1914
Hotchkiss Mle 1914 byl francouzský těžký kulomet vyráběný společností Hotchkiss a používaný v bojích první světové války. Jednalo se o spolehlivou zbraň, tvořenou nízkým počtem dílů. Mechanismus zbraně vycházel z původní konstrukce těžkého kulometu Mle 1897.

## Historie
V roce 1892 odkoupila společnost Hotchkiss patent na vzduchem chlazený kulomet fungující na systému odběru plynů z hlavně od Adolfa Odkolka. Odkolkův kulomet nefungoval spolehlivě a tak musel být upraven konstruktéry Laurencem Benétem a Henrym Meriém. Na základě jejich spolupráce vznikl kulomet Hotchkiss Mle 1897 a posléze jeho mírně vylepšená verze 1900, která byla ihned nabídnuta mnoha armádám světa. Společnost Hotchkiss měla úspěch s prodejem Mle 1900 celosvětově, ale doma tak úspěšná nebyla. Francie nakoupila jen 500 ks kulometů Mle 1900 pro jednotky v zámořských koloniích a domácí armádu nechala vyzbrojit kulometem Puteaux Mle 1905 a následně jeho přepracovanou verzí St. Étienne Mle 1907. Kulomet St. Étienne zdaleka nedosahoval kvalit kulometů Hotchkiss, ale dostal přednost protože jej vyráběla státem vlastněná zbrojovka Manufacture d'armes de Saint-Étienne (MAS). Po vypuknutí 1. světové války potřebovala francouzská armáda více kulometů. Státní zbrojovka MAS jich ale nebyla schopná produkovat dostatek. Francouzská armáda se tak rozhodla přijmout do výzbroje kulomet zbrojovky Hotchkiss Mle 1900 s menšími úpravami, vznikla tak verze Mitrailleuse Automatique modèle 1914. Nejvýraznějšími změnami na verzi Mle 1914 bylo nahrazení ramenní opěrky rukojetí ve tvaru "D" a změna systému uchycení hlavně. Kulomety Hotchkiss a St. Étienne Mle 1907 mohly používat stejný podstavec nazývaný Omnibus. Po zavedení Hotchkiss Mle 1914 se potvrdilo, že tato konstrukčně jednodušší zbraň je podstatně méně poruchová, a kulomet společnosti Hotchkiss tak pozvolna začal vytlačovat z předních linií St. Étienne Mle 1907, až v roce 1917 došlo zastavení výroby St. Étienne Mle 1907.

## Popis
Zbraň fungovala na principu odběru plynů a tlaku na píst, plyn byl odebírán příčným kanálkem zhruba v polovině délky hlavně. Závěr byl uzamčen pomocí nesené kyvné závory. Střílelo se z otevřeného závěru. Zbraň střílela pouze dávkou a neměla pojistku. Nábojové rámečky se do zbraně vsouvaly zleva a prázdné automaticky vypadávaly z pravé strany. Vzduchem chlazená hlaveň měla v zadní části chladič tvořený pěti prstenci, který zvyšoval tepelnou kapacitu hlavně.

## Varianty
Několik set kulometů bylo v průběhu 1. světové války upraveno na ráži 11mm Gras pro střelbu zápalnými náboji. Tyto kulomety byly použity jako palubní zbraně letadel proti vzducholodím a upoutaným balónům.

## Hotchkiss Mle 1914 v Československu
V období po první světové válce se staly kulomety Mle 1914 významnou součástí výzbroje prvorepublikové armády.
Legionáři dovezli 89 kulometů z Francie, dalších 21 převzala vojenská správa po skončení války.
Mezi léty 1919 a 1920 nakoupila československá armáda ve Francii dalších 855 kusů. V roce 1938 disponovala Československá armáda ještě 929 kusy kulometů M1914.